# Halyna Jančenko
Halyna Ihorivna Jančenko (in ucraino Галина Ігорівна Янченко?; Žytomyr, 29 aprile 1988) è una politica ucraina, deputata popolare dell'Ucraina. È vicepresidente del partito Servitore del Popolo, presiede la commissione speciale temporanea della Verchovna Rada sulla protezione dei diritti degli investitori ed è copresidente del gruppo di amicizia interparlamentare tedesco-ucraino. Da gennaio 2022 è segretaria dell'Ufficio del Consiglio nazionale per gli investimenti dell'Ucraina.

## Biografia
Jančenko ha studiato Sociologia all'Accademia Nazionale dell'Università di Kiev.
Nel 2008 è diventata capo della sezione locale di Kiev del partito Alleanza Democratica.
Jančenko è la presidente del Consiglio di sorveglianza pubblica della NABU.
Dal 2014 al 2015 è stata membro del Consiglio Cittadino di Kiev per Alleanza Democratica.
Dopo la sua elezione a Presidente dell'Ucraina nel 2019, Volodymyr Zelens'kyj ha presentato Jančenko come nono membro della sua lista elettorale, nominandola "Vice capo della commissione per le politiche anticorruzione e delle decisioni digitali".
Nel gennaio 2022 il presidente Zelens'kyj l'ha nominata Segretaria presso l'Ufficio del Consiglio Nazionale per gli Investimenti dell'Ucraina. Inoltre, presiede la Commissione speciale temporanea della Verkhovna Rada sulla protezione dei diritti degli investitori.
Nella Verchovna Rada dell'Ucraina Halyna Jančenko è anche copresidente del gruppo di amicizia interparlamentare tedesco-ucraino.

## Premi
2021 – Premio «Statesman of the Year», vincitore della nomination «The Best Business Initiative in the Public Sphere 2021» della Kyiv School of Public Administration di Serhiy Nyzhny.
2021 - Premio onorario di I grado della NAAU (Associazione Nazionale degli Avvocati dell'Ucraina)
2021 - Premio speciale del CEO Club Ukraine «Sulla protezione degli interessi delle imprese ucraine».
2020 - Ringraziamenti dall'Associazione nazionale degli avvocati dell'Ucraina «Per un contributo significativo allo sviluppo e al rafforzamento dell'istituto di advocacy, alta professionalità e cooperazione attiva con gli avvocati dell'Ucraina».